# Leek Town Football Club
El Leek Town Football Club es un club de fútbol basado en Leek, Staffordshire, Inglaterra. Juega en la Division One South de la Northern Premier League, octava división para clubes ingleses. El Leek Town disputa sus encuentros de local en Harrison Park.
El club fue fundado en 1946 y jugó en varias ligas locales, como las del condado de Staffordshire, de Mánchester y de Cheshire, antes de convertirse en miembro fundador de la North West Counties League, novena división del fútbol inglés, en 1982 y de ahí ir progresando hasta alcanzar la Northern Premier League en 1987. En 1997 el equipo ganó la Northern Premier League y ascendió a la Football Conference, máxima división del fútbol de Inglaterra sin contar a la Premier League y las ligas de la Football League, en donde se mantuvo por dos temporadas.
Leek Town llegó a la final de la FA Trophy en el año 1990, en donde perdió 0:3 frente al Barrow en el encuentro que se jugó en el Estadio de Wembley.

## Palmarés
- Northern Premier League Premier Division (1): 1996-97
- Northern Premier League Division One (1): 1989-90